# Liste de peintures de Jean Béraud
Cette page est une liste de peintures de Jean Béraud (1849-1935).
| Image | Thème          | Titre | Date      | Technique       | Dimensions   | Lieu de Conservation                 | Référence                                      |
| ----- | -------------- | --- | --------- | --------------- | ------------ | ------------------------------------ | ---------------------------------------------- |
|       | Scène de genre | Au café | 1876      | Huile sur toile |              | Musée des Beaux-Arts de Marseille    | POPconsulté le 2 Février 2025                  |
|       | Scène de genre | Dimanche à l'Église Saint-Philippe-du-Roule, Paris                                                                 | 1877 vers | Huile sur toile | 59 × 81 cm   | New York, Metropolitan Museum of Art | Muséeconsulté le 2 Février 2025                |
|       | Scène de genre | Une soirée | 1878      | Huile sur toile | 65 × 117 cm  | Musée d'Orsay, Paris                 | Muséeconsulté le 5 Février 2025                |
|       | Scène de genre | Boulevard des Capucines, le soir, devant le Café Napolitain                                                        | 1880 vers | Huile sur toile | 32 × 40 cm   | Musée Carnavalet, Paris              | Parismuséesconsulté le 2 Février 2025          |
|       | Scène de genre | La Soirée | 1880 vers | Huile sur bois  | 36 × 27 cm   | Musée Carnavalet, Paris              | Parismuséesconsulté le 2 Février 2025          |
|       | Scène de genre | Le Pont des Arts par grand vent                                                                                    | 1880-1881 | Huile sur toile | 40 × 56 cm   | New York, Metropolitan Museum of Art | Muséeconsulté le 2 Février 2025                |
|       | Scène de genre | Rue du Havre | 1882 vers | Huile sur toile | 35 × 27 cm   | Washington, National Gallery of Art  | Muséeconsulté le 2 Février 2025                |
|       | Scène de genre | Parisienne sur la place de la Concorde                                                                             | 1885 vers | Huile sur bois  | 35 × 26 cm   | Paris, Musée Carnavalet              | Parismuséesconsulté le 2 Février 2025          |
|       | Scène de genre | Après la faute | 1885-1890 | Huile sur toile | 38 × 46 cm   | Londres, National Gallery            | Muséeconsulté le 2 Février 2025                |
|       | Scène de genre | Le Salon de la comtesse Potocka                                                                                    | 1887      | Huile sur toile | 65 × 86 cm   | Paris, Musée Carnavalet              | Parismuséesconsulté le 2 Février 2025          |
|       | Scène de genre | Les Coulisses de l'Opéra de Paris                                                                                  | 1889      | Huile sur bois  | 38 × 54 cm   | Paris, Musée Carnavalet              | Parismuséesconsulté le 2 Février 2025          |
|       | Scène de genre | La Pâtisserie Gloppe                                                                                               | 1889      | Huile sur bois  | 38 × 53 cm   | Paris, Musée Carnavalet              | Parismuséesconsulté le 2 Février 2025          |
|       | Portrait       | Portrait d'homme                                                                                                   | 1889      | Huile sur toile | 41 × 33 cm   | Musée des Beaux-Arts de Rouen        | POPconsulté le 2 Février 2025                  |
|       | Scène de genre | La Salle de rédaction du Journal des débats                                                                        | 1889      | Huile sur toile | 100 × 150 cm | Paris, Musée d'Orsay                 | Muséeconsulté le 2 Février 2025                |
|       | Scène de genre | Altercation dans les couloirs de l'Opéra                                                                           | 1889      | Huile sur bois  | 38 × 53 cm   | Paris, Musée Carnavalet              | Parismuséesconsulté le 2 Février 2025          |
|       | Scène de genre | La Madeleine chez le Pharisien                                                                                     | 1891      | Huile sur toile | 101 × 131 cm | Paris, musée d'Orsay                 | Muséeconsulté le 2 Février 2025                |
|       | Allégorie      | La Méditation | 1894      | Huile sur toile | 81 × 51 cm   | Palais des Beaux-Arts de Lille       | Muséeconsulté le 2 Février 2025                |
|       | Scène de genre | After the Service at the Church of the Holy Trinity (now the American Cathedral, Avenue George-V), Christmas, 1890 | 1901      | Huile sur bois  | 50 × 67 cm   | Musée Carnavalet, Paris              | Parismuséesconsulté le 2 Février 2025          |
|       | Scène de genre | La Rue de la Paix                                                                                                  | 1907 vers | Huile sur toile | 66 × 92 cm   | Collection privée, Vente 2006        | Catalogue Christie'sconsulté le 6 Février 2025 |
|       | Scène de genre | Au café, dit l'Absinthe                                                                                            | 1909      | Huile sur toile | 54 × 65 cm   | Musée Carnavalet, Paris              | Parismuséesconsulté le 5 Février 2025          |
|       | Scène de genre | Le Veuf | 1910      | Huile sur toile | 82 × 101 cm  | Musée des Beaux-Arts de Rouen        | POPconsulté le 2 Février 2025                  |

## Dates non documentées
| Image | Thème          | Titre                                  | Date | Technique       | Dimensions | Lieu de Conservation             | Référence                               |
| ----- | -------------- | -------------------------------------- | ---- | --------------- | ---------- | -------------------------------- | --------------------------------------- |
|       | Scène de genre | Procession dans la campagne            |      | Huile sur bois  | 32 × 40 cm | Musée des Beaux-Arts de Bordeaux | Muséeconsulté le 2 Février 2025         |
|       | Nature morte   | La Commode de laque                    |      | Huile sur toile | 85 × 72 cm | Gray, musée Baron-Martin         | Musée d'Orsayconsulté le 2 Février 2025 |
|       | Scène de genre | La Partie de billard                   |      | Huile sur toile | 40 × 56 cm | Musée des Beaux-Arts de Tours    | Muséeconsulté le 2 Février 2025         |
|       | Portrait       | Parisienne : rue Royale ; femme au boa |      | Huile sur toile | 48 × 33 cm | Musée des Beaux-Arts de Tours    | Muséeconsulté le 2 Février 2025         |
|       | Scène de genre | L'Attente                              |      | Huile sur toile | 55 × 39 cm | Paris, musée d'Orsay             | Muséeconsulté le 5 Février 2025         |
|       | Scène de genre | La Porte Saint-Denis                   |      | Huile sur toile |            | Collection particulière          | Ouvrage                                 |

## [réf.souhaitée]

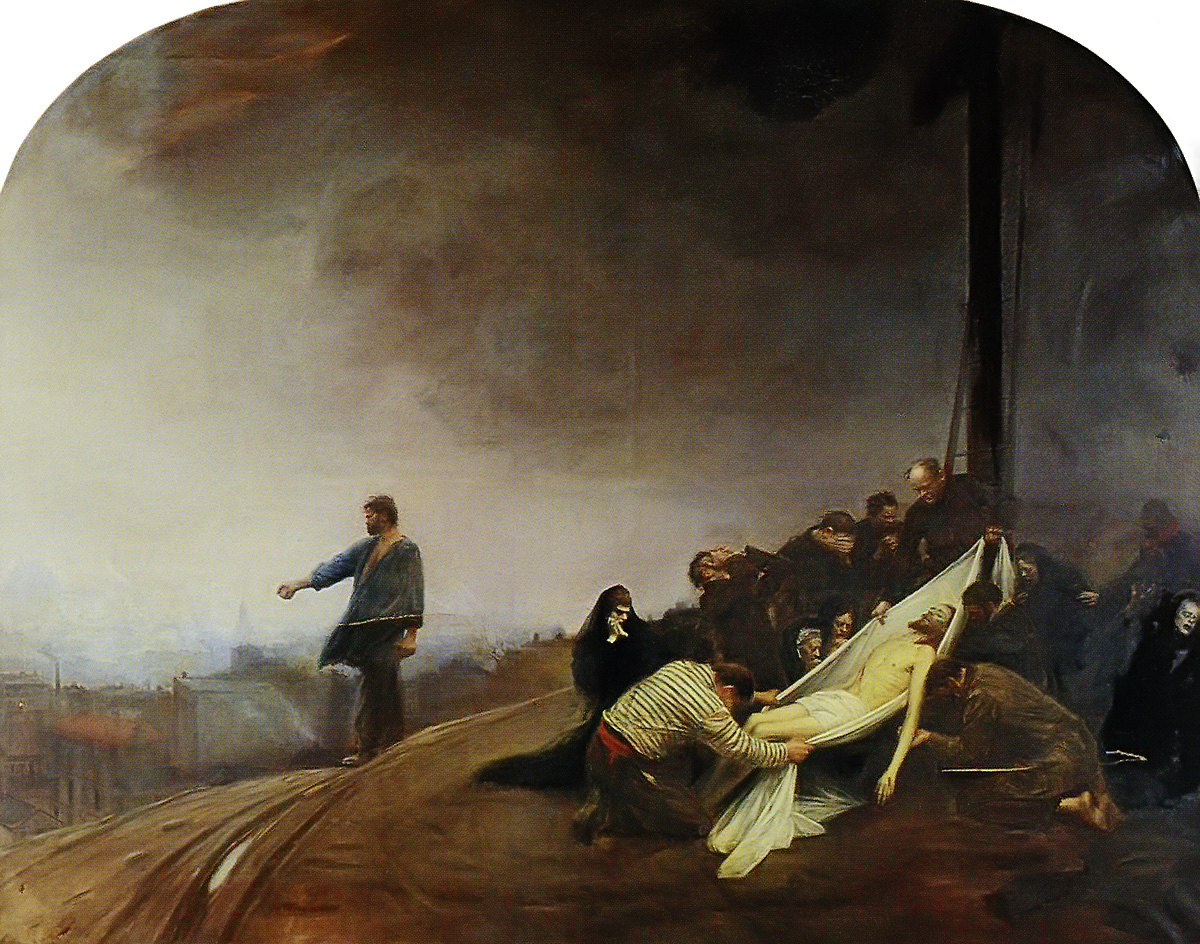
Descente de croix, 1892
Musée des Arts décoratifs (Paris)

- Le Pont-Neuf, huile sur toile, musée Carnavalet
- La Lettre, huile sur toile, musée d'Orsay
- La Madeleine repentante, huile sur toile, Troyes, musée Saint-Loup